# Albinos (Philosoph)
Albinos (altgriechisch Ἀλβῖνος, Albínos) war ein antiker Philosoph. Die zuweilen verwendete Bezeichnung „Albinos von Smyrna“ ist nicht angebracht, da unbekannt ist, ob Smyrna seine Heimatstadt war. Er war Platoniker und lebte um die Mitte des 2. Jahrhunderts, in der Zeit des Mittelplatonismus, zu dessen führenden Vertretern er gehörte. Seine Philosophie fand noch in der Spätantike Wertschätzung.

## Leben
Dass Albinos Schüler des Mittelplatonikers Gaios war, lässt sich daraus erschließen, dass er Material aus dessen Lehrveranstaltungen zusammenstellte. Aus einer Bemerkung des Arztes Galenos geht hervor, dass Albinos um die Mitte des 2. Jahrhunderts in Smyrna in Kleinasien unterrichtete.
In der älteren Forschung wurde Albinos zu Unrecht mit einem anderen Mittelplatoniker identifiziert, dem Verfasser des Didaskalikos, einer einführenden Darstellung der Lehren Platons. Nach heutigem Forschungsstand steht fest, dass der Didaskalikos von einem Philosophen namens Alkinoos stammt, der in den Handschriften ausdrücklich als Autor bezeichnet wird.

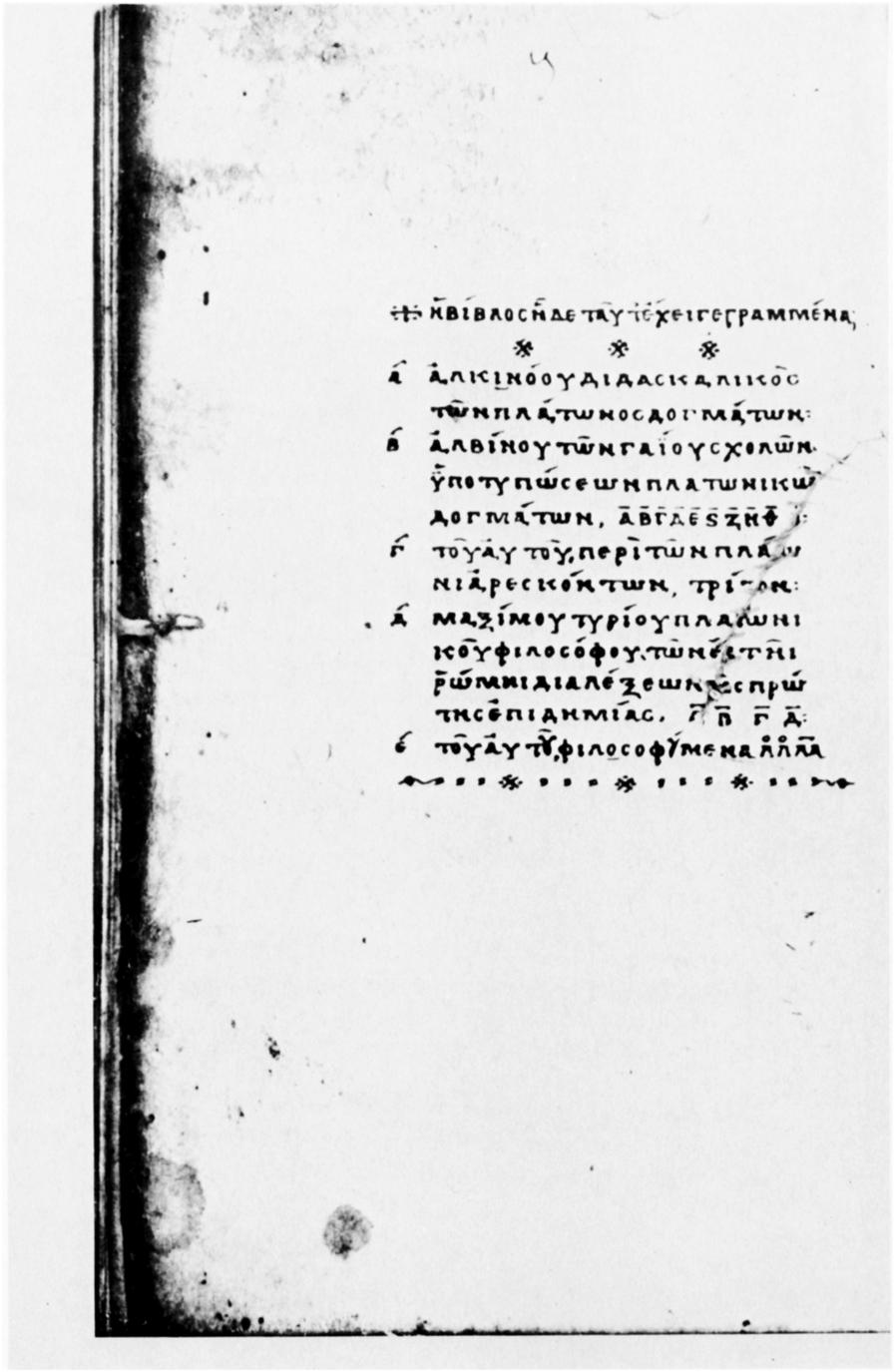
Das Inhaltsverzeichnis einer mittelalterlichen Handschrift, das verlorene Schriften des Albinos aufführt, die sich in einem nicht erhaltenen Teil der Handschrift befanden: Paris, Nationalbibliothek,
gr. 1962, fol. 146 verso (9. Jahrhundert)

## Werke
Von den Werken des Albinos ist nur eines erhalten geblieben, vermutlich in Form einer Vortragsnachschrift: die Einführung in Platons Dialoge (Eisagōgḗ eis tous Plátōnos dialógous), für die auch der Titel Prólogos handschriftlich bezeugt ist. Darin wird zunächst der Begriff Dialog erläutert, dann werden die Dialoge in lehrende und untersuchende unterteilt, wobei jede dieser beiden Gattungen vier Arten umfasst. Drittens wird für die Lektüre eine Reihenfolge empfohlen: Man soll mit dem Alkibiades I beginnen, der zur Selbsterkenntnis anleitet, dann den Phaidon lesen, der das Bild des Philosophen zeichnet, als drittes die Politeia, in der die Erziehung beschrieben wird, die zum Besitz der Tugend führt, und schließlich den Timaios, dessen Thema die Kosmologie und die Gottheit sind. Für Schüler, die Philosophen werden wollen und sich daher in Platons Gesamtwerk zu vertiefen haben, sieht Albinos eine andere Reihenfolge der Lektüre vor als für einen breiteren Kreis von Anfängern. Die Reihenfolge der Tetralogieneinteilung lehnt er ab, da sie didaktisch nicht hilfreich sei.
Die Titel von drei verlorenen Werken sind überliefert:
- Aus den Vorträgen des Gaios, eine Sammlung von Nachschriften aus dem Unterricht des Gaios, wovon ein aus elf Büchern[9] bestehender Teil als Grundzüge der platonischen Lehren betitelt war.[10]
- Über die Lehren Platons in mindestens drei Büchern[11]
- Über das Unkörperliche, eine Abhandlung, in der sich Albinos kritisch mit der stoischen Ontologie auseinandersetzte, die dem Nichtmateriellen keine eigenständige Realität zukommen lässt.[12]

Hinzu kamen wahrscheinlich Kommentare zu Platons Dialogen Phaidon und Timaios, vielleicht auch zur Politeia.
Da Albinos in der modernen Forschung lange irrtümlich mit dem Mittelplatoniker Alkinoos gleichgesetzt wurde, zählte man früher auch dessen Schrift Didaskalikos zu seinen Werken.

## Lehre
Hinsichtlich der Frage, ob Platons Aussagen wörtlich als Tatsachenbehauptungen gemeint sind oder als Annäherungen an die Wahrheit, ist Albinos der Ansicht, dass Platon je nach Art des Stoffs teils die eine, teils die andere Herangehensweise wählte. In der alten Kontroverse darüber, ob der Schöpfungsbericht im Timaios im Sinne einer Entstehung der Welt in der Zeit aufzufassen ist, spricht er sich entschieden für die Deutung aus, dass die Welt anfangslos ist und Platon nicht im buchstäblichen Sinn, sondern nur metaphorisch von ihrer Erschaffung geschrieben hat. Für Albinos sind Platons Formulierungen so zu verstehen, dass die Welt nur in dem Sinne „entstanden“ ist, dass ihre Existenz eine Ursache hat, die nicht in ihr selbst liegt.
Wie Iamblichos berichtet, nahm Albinos als Grund für den Abstieg der Seele aus dem rein geistigen Bereich des Nous in die Körperwelt eine Fehlentscheidung an, für die der freie Wille der Seele verantwortlich sei. Die platonische Lehre von der Unsterblichkeit bezog er nur auf die Vernunftseele, den nicht vernunftbegabten Teil der Seele hielt er für vergänglich.

## Rezeption
Zu den Hörern des Albinos gehörte der später berühmte Arzt Galenos, der unter anderem seinetwegen von Pergamon nach Smyrna umgezogen war. Daraus ist zu ersehen, dass sich Albinos großen Ansehens erfreute.
Der Satiriker Lukian von Samosata, ein Zeitgenosse des Albinos, schrieb einen Dialog Nigrinos, der von der Bekehrung eines Gesprächsteilnehmers zur Philosophie unter dem Einfluss der Titelgestalt – eines Platonikers – handelt. Einer seit dem 19. Jahrhundert diskutierten Hypothese zufolge handelt es sich bei dem Namen Nigrinos um ein Pseudonym für Albinos. Diese Vermutung ist allerdings spekulativ.
Der Kirchenvater Tertullian erwähnt Albinos zweimal in Zusammenhang mit der platonischen Seelenwanderungslehre und lobt seine Darlegung als scharfsinnig, obwohl er seine Meinung nicht teilt. Der Neuplatoniker Proklos zählt Albinos zu den bedeutendsten Platonikern. Auch eine anonym überlieferte spätantike Liste (Canones) empfohlener Autoren nennt ihn unter den „besonders nützlichen“ Erklärern der Philosophie Platons. Noch im 6. Jahrhundert verwendet der Neuplatoniker Priskianos Lydos Albinos’ Grundzüge der platonischen Lehren.
In der Renaissance war die Eisagoge zwar bekannt – Marsilio Ficino kopierte sie eigenhändig –, doch fand sie bei den Humanisten sehr wenig Beachtung. Erst 1707 erschien die erste Edition, besorgt von Johann Albert Fabricius, mit einer lateinischen Übersetzung. In der Moderne wurde die Forschung durch die irrige Identifizierung des Verfassers des Didaskalikos mit Albinos stark behindert. Diese Gleichsetzung, die Jacob Freudenthal 1879 vorgenommen hatte und die jahrzehntelang die herrschende Lehrmeinung blieb, führte dazu, dass die im Didaskalikos vertretenen Positionen das Bild der Gelehrten von der Philosophie des Albinos prägten.

## Textausgaben und Übersetzungen
- Burkhard Reis (Hrsg.): Der Platoniker Albinos und sein sogenannter Prologos. Reichert, Wiesbaden 1999, ISBN 3-89500-128-7 (kritische Edition der Eisagoge mit Übersetzung)[25]
- Ada Neschke-Hentschke: Die Umwandlung der Philosophie in Albinus’ Einführung in die platonischen Dialoge. In: Norbert Dubowy, Sören Meyer-Eller (Hrsg.): Festschrift Rudolf Bockholdt zum 60. Geburtstag. Ludwig, Pfaffenhofen 1990, ISBN 3-926115-29-7, S. 13–31 (Übersetzung der Eisagoge mit Kommentar)